# Luis Federico Leloir
Luis Federico Leloir (1906-1987) là nhà hóa học
người Argentina. Ông giành Giải Nobel Hóa học năm 1987 nhờ những khám phá về các nucleotide đường và vai trò của chúng trong tổng hợp các cacbonhidrat. Ông trở thành nhà hóa học Mỹ Latin đầu tiên nhận giải thưởng cao quý này. Để tưởng nhớ, tên ông được dùng để đặt cho tiểu hành tinh 2548 Leloir.